# Roland GR-300
O Roland GR-300 é um sintetizador de guitarra produzido pela Roland Corporation.

## Utilizadores notáveis
- Pat Metheny